# PC Games
PC Games — ежемесячный журнал о компьютерных играх для PC-совместимых компьютеров, издаваемый компанией Computec Media AG в Германии.

## История
PC Games основан в 1992 году. Изначально журнал поставлялся с 3,5-дюймовой дискетой в комплекте, однако в 1995 году она была заменена на CD-ROM. К 1999 году PC Games стал лидирующим журналом о компьютерных играх в Германии.
С октября 1992 года по март 1998 главными редакторами оставались основатели журнала, Оливер Менне и Томас Боровскис. С апреля 1998 года по февраль 2000 эту должность занимал Томас единолично. С марта 2000 по июнь 2001 журнал возглавляли Флориал Стангл и Петра Фрёлих. С марта 2004 единственным главным редактором осталась Петра Фрёлих. В 2014 году она покинула свой пост и была заменена на Вольфганга Фишера.

## Продажи и популярность
Журнал является одним из самых продаваемых журналов о компьютерных играх в Германии, уступая позиции Computerbild Spiele и GameStar. В четвёртом квартале 1999 года PC Games продавался тиражом в 363 608 журналов в месяц, благодаря чему был самым продаваемым журналом в Германии в то время. Однако с 2002 года рынок печатной продукции стал уменьшаться, что привело к падению продаж PC Gamer. По состоянию на четвёртый квартал 2011 года, в месяц продаётся всего 102 032 копии журнала.
PC Games также поддерживает игровой портал PCGames.de, на котором публикуются новости, обзоры, тесты компьютерных игр и освещаются связанные с компьютерными играми темы. По состоянию на февраль 2016 года, PCGames.de ежемесячно посещают около 1,41 миллиона уникальных посетителей, что делает его одним из самых крупных игровых порталов в немецкоязычном интернете.